# Marco Materazzi
Marco Materazzi, född 19 augusti 1973 i Lecce, Puglia, Italien, är en före detta italiensk fotbollsspelare (mittback). 
Materazzi var känd för sin brutala och vårdslösa spelstil, och under sin tid i italienska Serie A fick han totalt åtta röda kort. Han innehar  Serie A:s målrekord av en försvarare på en och samma säsong med sina 12 fullträffar. 
I VM-finalen 2006 mot Frankrike blev Materazzi något av en oväntad huvudkaraktär när han redan i 7:e minuten orsakade en straff. Han kvitteringsnickade sedan till 1–1 i 19:e minuten på en hörna av Andrea Pirlo, och under förlängningen hamnade han i konflikt med Zinedine Zidane, vilken slutade med att Zidane blev utvisad efter att ha skallat Materazzi. Under straffsparksläggningen senare gjorde Materazzi mål, och Italien vann efter att David Trezeguet missat och Fabio Grosso slagit in Italiens femte och avgörande straff.

## Meriter
Serie A-mästare, 2006, 2007, 2008, 2009, 2010
Champions League-mästare 2010
Coppa Nazionale 2005, 2006, 2010
- VM i fotboll: 2002
  - Åttondelsfinal
- EM i fotboll: 2004
  - Gruppspel
- VM i fotboll: 2006
  - Världsmästare